# Pseudospingus
Pseudospingus és un gènere d'ocells de la família dels tràupids (Thraupidae).

## Taxonomia
Segons la Classificació del Congrés Ornitològic Internacional (versió 14.2, 2024) aquest gènere està format per dues espècies:
- Tàngara capnegra (Pseudospingus verticalis Lafresnaye, 1840)
- Tàngara modesta (Pseudospingus xanthophthalmus Taczanowski, 1874)